# かなやす慶行
かなやす 慶行（かなやす よしゆき 1970年6月23日- ）とは日本の俳優である。東京都出身、血液型はAB型、身長174cm。
本名：金安 慶行（かなやす よしゆき）。大学卒業後、自動車販売会社の営業職を経て俳優に転向。
ふくふくや劇団員でもあり、ゴツプロ!のメンバーでもある。

## 出演

### 舞台
- 『フツーの生活』宮崎編/＠紀伊国屋ホール（2003年、44Produce Unit）
- 『フツーの生活2』沖縄編/＠紀伊国屋サザンシアター（2004年）
- 『フツーの生活3』長崎編/＠紀伊国屋ホール（2005年）
- 『ポスト君ブルース』（2006年、練馬49'ers）
- 『俺たちのJOE』（2007年、リンムーメンプロデュース）
- 『しがらみの向こうに』/＠下北沢・楽園（2008年、 RISU PRODUCE）
- 『ぼくはだれ〜取調室での攻防〜』 ＜第19回下北沢演劇祭参加作品＞/＠下北沢・楽園（2009年、RISU PRODUCE）
- 『イキザマ』/＠下北沢・シアター711 他（2011年、RISU PRODUCE）
- 『旅の途中』/＠中野・HOPE（2012年、NaNa Produce）
- 『六男坊の嫁』/＠下北沢・劇小劇場（2012年、ふくふくや）
- 『僕のおじさん』/＠下北沢・駅前劇場（2013年、ふくふくや）
- 『フタゴの女』/＠下北沢・駅前劇場（2014年、ふくふくや、ゲスト：小泉今日子・渡辺哲）
- 『バンクバンレッスン』/＠新宿サンモールスタジオ（2015年、NaNa Produce）
- 『テキ屋の子供』/＠下北沢・駅前劇場（2015年、ふくふくや）
- 『最高のおもてなし!』/＠下北沢・駅前劇場（2016年、ゴツプロ!）
- 『キャバレーの男たち』/＠下北沢・駅前劇場（2016年、ゴツプロ!）
- 『高田の棺』/＠OFF・OFFシアター（2024年、ふくふくや）[1]
- 『大串枠子の日常』』/＠OFF・OFFシアター（2025年、ふくふくや）[2]

### テレビドラマ
- はみだし刑事情熱系VII 最終回SP（2003年、テレビ朝日）
- 真実一路 第1話（2003年、フジテレビ）
- ブラックジャックによろしくSP（2004年、TBS）
- 相棒（テレビ朝日）
  - season2最終回 2時間SP「私刑〜生きていた死刑囚と赤いベルの女」（2004年3月17日）
  - season4 第5話「悪魔の囁き」（2005年11月9日）- レストランウエイター 役
  - season5 第17話「女王の宮殿」（2007年2月14日）- フリーライター・庄司仁男役
- ざこ検事 潮貞志の事件簿2（2004年）- 片岡勇 役
- 新選組!（2004年、NHK）- 準レギュラー・家里次郎 役
- 異議あり!女弁護士大岡法江 第6話（2004年、テレビ朝日）
- 万引きGメン二階堂雪12（2004年、TBS 月曜ミステリー劇場）- 上條祐介 役
- 天花（2004年、NHK）
- バツ彼 第8話（2004年、TBS）
- 特命係長 只野仁 第15話（2005年、テレビ朝日）- 宮前進一 役
- anego（2005年4月-6月、NTV）
- 幻星神ジャスティライザー （2005年、テレビ東京）- 白河信介 役
- 花より男子 第5話（2005年、TBS）
- 轟轟戦隊ボウケンジャー 第9・10話（2006年）
- 火曜ドラマゴールド働く女のミステリー第5弾警視庁鑑識課<第9班>ミッドナイトブルー（2006年11月28日、NTV）- 稲葉進 役
- 警視庁捜査一課9係（テレビ朝日）
  - 警視庁捜査一課9係 season2 第6話「警視総監の秘密」（2007年5月30日）
  - 新・警視庁捜査一課9係 season3 最終話「最期の銃弾」（2011年9月14日）- 長浜香織（荒井奈緒美）の夫・長浜健一 役
  - 警視庁捜査一課9係 SP「最強の捜査チームVS命を懸けた殺人者たち動機なき同時多発殺人と身元不明の血痕」（2014年）- 榊原 役
- 風林火山（2007年、NHK）
- 女刑事みずき〜京都洛西署物語〜2 第5話（2007年）- 勝木俊一 役
- 風の果て（2007年10月-12月、NHK）- 準レギュラー・青木藤蔵 役
- ドクター・ヨシカの犯罪カルテ（2007年、テレビ東京）
- 示談交渉人甚内たま子裏ファイル（2008年5月26日、TBS月曜ゴールデン）- 北村隆 役
- 陽炎の辻〜居眠り磐音 江戸双紙〜2（2008年、NHK）
- 天地人（2009年、NHK 大河ドラマ）- 堀秀治 役
- ゴッドハンド輝 最終話（2009年5月16日、TBS）
- 土曜ワイド劇場（テレビ朝日）
  - 法律事務所3「芦ノ湖畔高級別荘地連続殺人!」（2009年）- 渡辺愛（映美くらら）の恋人・太田隆 役
  - 新聞記者・鶴巻吾郎3「天女伝説殺人事件」（2009年8月29日）- 歌舞伎町のホスト・小畑浩二郎 役
- ルビコンの決断（2009年、テレビ東京）
- cafe吉祥寺で（2009年、テレビ東京）
- 警官の血（2009年、テレビ朝日）
- 流星の絆（2009年、TBS）第2話
- 土俵ガール（2010年、毎日放送）- 準レギュラー・畠山 役
- 龍馬伝（2010年、NHK）
- 遺留捜査 第1シリーズ 最終話（2011年、テレビ朝日）- 江藤隆義 役
- 仮面ライダーウィザード 第6話・第7話（2012年、テレビ朝日）- ソムリエ 役
- フラジャイル 第4話・第8話（2016年、フジテレビ）
- キャリア〜掟破りの警察署長〜（2016年、フジテレビ) - 長下部晋介（青年期）役

### 映画
- 苺の破片（2005年、監督・中原俊）
- 悲しき天使（2006年、監督・大森一樹）
- THE OSHIMA GANG（2009年、監督・葉山陽一郎）
- 彼岸島（2009年、監督・キム・テギュン）
- 甘い鞭（2013年、監督・石井隆）
- 新宿スワン（2015年、監督・園子温）

### CM
- トリゼンフーズ『華見鳥』
- トヨタファイナンス
- ナムコ・エースコンバット5
- VISA
- アリコジャパン
- NTT
- 日本生命（2008年 - 2009年）

## 掲載雑誌
- アクチュール（キネマ旬報社）